# موجين: الأسطورة المفقودة
موجين: الأسطورة المفقودة (بالصينية: 寻龙诀) هو فيلم حركة وفنتازيا تم إنتاجه في الصين وصدر في سبتمبر سنة 2015. من بطولة تشن كون، هوانغ بو، شو تشي وأنجيلابابي.

## القصة
يتلقى ثلاثة مستكشفي قبور طلبا من سيدة أعمال للعثور على قبر قديم يعود إلى أميرة منغولية، لكنهم يدركون في نهاية المطاف أن ما تريده حقا هو امتلاك قطعة أثرية شهيرة لها القدرة على إيقاظ الموتى.

## طاقم الفيلم
- تشن كون في دور هو باي.
- هوانغ بو في دور وانغ كايشوان.
- شو كي في دور  شيرلي يانغ.
- أنجيلابابي في دور دينغ سيتيان.
- يو شيا باسم بيغ غولد تووث .
- ليو شياو تشينغ في دور  يينغ تايخو.

## الميزانية والإيرادات
بلغت تكلفة إنتاج الفيلم حوالي 37 مليون دولار بينما حقق إيرادات تقدر بـ 278.3 مليون دولار.

## وصلات خارجية
- موجين: الأسطورة المفقودة على موقع IMDb (الإنجليزية)
- موجين: الأسطورة المفقودة على موقع ميتاكريتيك (الإنجليزية)
- موجين: الأسطورة المفقودة على موقع روتن توميتوز (الإنجليزية)
- موجين: الأسطورة المفقودة على موقع نتفليكس (الإنجليزية)
- موجين: الأسطورة المفقودة على موقع ألو سيني (الفرنسية)
- موجين: الأسطورة المفقودة على موقع Turner Classic Movies (الإنجليزية)
- موجين: الأسطورة المفقودة على موقع أول موفي (الإنجليزية)
- موجين: الأسطورة المفقودة على موقع بوكس أوفيس موجو (الإنجليزية)
- موجين: الأسطورة المفقودة على موقع فيلمافينيتي (الإسبانية)
- موجين: الأسطورة المفقودة على موقع قاعدة بيانات الفيلم (الإنجليزية)